# 1530
Відродження •  Реформація •  Доба великих географічних відкриттів •  Ганза •  Імперія інків

## Геополітична ситуація
Османську державу очолює Сулейман I Пишний (до 1566). Імператором Священної Римської імперії є Карл V Габсбург (до 1555). У Франції королює Франциск I (до 1547).
Середню частину Апеннінського півострова займає Папська область. Неаполітанське королівство на півдні захопила Іспанія. Могутніми державними утвореннями півночі є Венеційська республіка, Флорентійська республіка, Генуезька республіка та Міланське герцогство.
Іспанським королівством править Карл I (до 1555). В Португалії королює Жуан III Благочестивий (до 1557).
Генріх VIII є королем Англії (до 1547), королем Данії та Норвегії є Фредерік I (до 1533), королем Швеції — Густав I Ваза (до 1560). Королем Угорщини та Богемії є Фердинанд I Габсбург (до 1564). У Польщі королює Сигізмунд I Старий (до 1548), він же залишається князем Великого князівства Литовського.
Галичина входить до складу Польщі. Волинь належить Великому князівству Литовському. Московське князівство очолює Василій III (до 1533).
На заході євразійських степів існують Казанське ханство, Кримське ханство, Астраханське ханство, Ногайська орда. Єгипет захопили турки. Шахом Ірану є сефевід Тахмасп I. У Китаї править династія Мін. Значними державами Індостану є Імперія Великих Моголів, Біджапурський султанат, Віджаянагара. В Японії триває період Муроматі.
Іспанці захопили Мексику. В Імперії інків править Уаскар (до 1532).

## Події
- 24 лютого у Болоньї відбулась остання папська коронація у Священній Римській імперії — папа Климент VII проголосив Карла V Габсбурга імператором.
- Реформація:
  - 25 червня зі згоди Мартіна Лютера його сподвижник Філіп Меланхтон виступив у Аугсбурзькому рейхстазі з викладом 28 основних статей-положень лютеранства (Аугсбурзька конфесія), котрі були відхилені імператором Священної Римської імперії Карлом V. Це привело до багаторічної боротьби між католицькими і протестантськими князями Німеччини.
- Війна Коньякської ліги:
  - Імперці захопили місто Флоренція після облоги, що тривала з 1529. Флорентійська республіка припинила існування. Правителем міста став Алессандро Медічі.
- Французький король Франциск I заснував Колегіум трьох мов, майбутній Колеж де Франс.
- Імператор Карл V Габсбург віддав Мальту госпітальєрам.
- В Мілані засновано Орден варнавитів.
- Імперію Великих Моголів очолив падишах Хумаюн.

## Народились
Докладніше: Народилися 1530 року
- 18 лютого — Уесуґі Кенсін, японський самурайський полководець періоду Сенґоку.
- 25 серпня — Іван IV Грозний, перший московський цар.
- Шехзаде Джихангір
- Ян Грегор ван дер Схардт, скульптор родом з Неймегена.

## Померли
Докладніше: Померли 1530 року
- 24 квітня — У Неаполі на 86-у році життя помер італійський письменник Якопо Санадзаро.